# M/S Viking Cinderella
Viking Cinderella er en cruisefærge, der i 1989 blev leveret til det finske rederi SF Line, der i 1995 skiftede navn til Viking Line. Skibet var ved leveringen verdens største bilfærge.